# 160 Уна
160 Уна (енгл. 160 Una) је астероид главног астероидног појаса. Приближан пречник астероида је 81,24 km,
а средња удаљеност астероида од Сунца износи 2,726 астрономских јединица (АЈ).
Инклинација (нагиб) орбите у односу на раван еклиптике је 3,825 степени, а орбитални период износи 1644,729 дана (4,503 године). Ексцентрицитет орбите астероида износи 0,064.
Апсолутна магнитуда астероида износи 9,08 а геометријски албедо 0,062.
Астероид је откривен 20. фебруара 1876. године.